# Hotel Habana Riviera
El Hotel Habana Riviera by Iberostar, originalmente llamado Havana Riviera, es un hotel resort histórico, ubicado en la avenida del Malecón habanero en El Vedado, La Habana, Cuba. Se encuentra próximo al más moderno Hotel Meliá Cohiba. 
El hotel, actualmente operado por la cadena española Iberostar, fue construido en 1957 y todavía mantiene su estilo original de la década de 1950. Posee 21 pisos, los cuales contienen 352 habitaciones desde las que se pueden observar el mar y los barrios de El Vedado.
Su dueño original fue el mafioso estadounidense Meyer Lansky, pero fue nacionalizado por la Revolución cubana en 1959, tras poco más de un año de su inauguración. 